# Chủ nghĩa Kahane

Đảng kỳ Kach, thường được sử dụng bởi những người theo chủ nghĩa Kahane

Chủ nghĩa Kahane (tiếng Hebrew: כהניזם) là một ý thức hệ Zionist tôn giáo dựa trên tư tưởng của thầy đạo Do Thái Meir Kahane, người sáng lập Liên minh Phòng vệ Do Thái và Đảng Kach ở Israel. Kahane  cho rằng người Ả Rập sống trong vùng lãnh thổ do Israel kiểm soát là thiên địch của người Do Thái và bản thân nhà nước Israel. Họ kêu gọi thành lập một nhà nước Do Thái thần quyền, nơi chỉ có người thuần Do Thái mới được quyền bầu cử.
Đảng Kach theo ý thức hệ Kahane đã bị cấm bởi chính quyền Israel. Năm 2004, Bộ Ngoại giao Hoa Kỳ chỉ định tổ chức này là một trong những Tổ chức Khủng bố Ngoại quốc. Tới năm 2022, quyết định này được rút lại với lý do "không có đủ bằng chứng", song hiện vẫn bị coi là một thực thể Khủng bố Toàn cầu được chỉ định đặc biệt.